# SuS 1908 Gevelsberg
SuS 1908 Gevelsberg  was een Duitse voetbalclub uit Gevelsberg, Noordrijn-Westfalen.

## Geschiedenis
De club werd opgericht als FC Gevelsberg 08. De club sloot zich aan bij de West-Duitse voetbalbond. In 1920 fuseerde de club met SuS 09 Gevelsberg, TV Gevelsberg en TV Eintracht Gevelsberg tot de grote sportvereniging TuS Gevelsberg. De voetballers speelden dat jaar in de hoogste klasse van de Bergisch-Markse competitie, die in vier reeksen opgedeeld was. Gevelsberg werd in zijn groep tweede achter Eppenhausener SC 1911. De vier reeksen werden samengevoegd en door de goede plaats kwalificeerde de club zich voor de gezamenlijke competitie waarin de club slechts voorlaatste werd. Na dit seizoen werd de club overgeheveld naar de nieuwe Zuidwestfaalse competitie. In 1923 werd de naam SuS 1908 Gevelsberg aangenomen. De club eindigde steeds in de middenmoot tot een degradatie volgde in 1925/26. Nadat de competitie in 1929 naar twee reeksen uitgebreid werd promoveerde de club weer en werd nu derde in de groep Sauerland. In 1932 degradeerde de club opnieuw.
In 1933 fuseerde de club met SC Lichtenplatz en TuS Westfalia 1913 Gevelsberg tot Sportring 33 Gevelsberg.